# Aleksander Labuda (romanista)
Aleksander Wit Labuda (ur. 15 czerwca 1944 w Chrobrzu) – polski romanista, polonista, teoretyk literatury i nauczyciel akademicki, doktor habilitowany, profesor nadzwyczajny Uniwersytetu Wrocławskiego, działacz opozycji w okresie PRL.

## Życiorys
Syn historyka Gerarda Labudy i romanistki Alberty Labudy. W 1967 ukończył studia magisterskie z zakresu filologii romańskiej na Uniwersytecie im. Adama Mickiewicza w Poznaniu. W 1969 został absolwentem filologii polskiej na Uniwersytecie Wrocławskim. W 1974 uzyskał stopień naukowy doktora, a w 1982 stopień doktora habilitowanego (również na UAM). Od 1991 jest profesorem Uniwersytetu Wrocławskiego. Zawodowo związany z Instytutem Filologii Romańskiej UWr (od 1967), był dyrektorem tej jednostki. Od 1970 do 1973 przebywał w Paryżu, gdzie prowadził lektorat z języka polskiego w INALCO (Université Sorbonne-Nouvelle). W 1991 objął stanowisko profesora nadzwyczajnego na Uniwersytecie Wrocławskim. Jest autorem książek i artykułów naukowych poświęconych literaturze francuskiej i polskiej.
W 1968 brał udział w wydarzeniach marcowych. W 1976 podpisał się pod Listem 101 przeciwko projektowi zmian w Konstytucji PRL. Współpracował z Komitetem Obrony Robotników i Komitetem Samoobrony Społecznej „KOR”, zajmował się dystrybucją wydawnictw drugiego obiegu. W 1980 uczestniczył w strajkach sierpniowych, wstąpił do „Solidarności”. Był członkiem zarządu komisji zakładowej związku na UWr, członkiem prezydium zarządu Regionu Dolny Śląsk i delegatem na I Krajowy Zjazd Delegatów w Gdańsku. Został zatrzymany w nocy wprowadzenia stanu wojennego, następnie internowany do dnia 4 grudnia 1982. Po zwolnieniu udzielał się nadal w opozycji, m.in. jako publicysta niezależnego pisma „Obecność” i współpracownik Władysława Frasyniuka.
W 1989 dołączył do wrocławskiego Komitetu Obywatelskiego. W 1990 był współzałożycielem partii ROAD, następnie do połowy lat 90. działał w Unii Demokratycznej i Unii Wolności.
W 2015, za wybitne zasługi w działalności na rzecz przemian demokratycznych w Polsce, za osiągnięcia w pracy naukowo-badawczej, dydaktycznej i społecznej, prezydent Bronisław Komorowski odznaczył go Krzyżem Komandorskim Orderu Odrodzenia Polski.

## Życie prywatne
W latach 1968–1998 był żonaty z Barbarą Labudą, z którą ma syna. W 2000 zawarł drugi związek małżeński.